# 堅盛頓-施達村
堅盛頓-施達村是加拿大卑詩省溫哥華的一個社區，位於該市東部，族裔相當多元化。該社區面積約為7.23平方（2.79平方英里）。

## 地理
該社區面積7.23平方（2.79平方英里），西臨菲沙街，東臨納奈莫街，南臨41街，北臨16街及百老匯街。

## 歷史
該片區域1888年首次有人定居。